# Atletiek op de Olympische Zomerspelen 2008 - 1500 meter mannen
De 1500 m voor mannen op de Olympische Spelen van 2008 in Peking vond plaats op 15-19 augustus in het Nationale Stadion van Peking.
Als A-limiet gold 3.36,60 en als B-limiet gold 3.39,00.

## Programma
| Ronde         | Datum               | Tijd (lokaal) | Tijd (NL) |
| ------------- | ------------------- | ------------- | --------- |
| Series        | vrijdag 15 augustus | 19:10         | 13:10     |
| Halve finales | zondag 17 augustus  | 21:55         | 15:55     |
| Finale        | dinsdag 19 augustus | 22:50         | 16:50     |

## Records
Voor dit onderdeel waren het wereldrecord en olympisch record als volgt.
| Wereldrecord     | 3.26,00 | Hicham El Guerrouj | MAR | Rome   | 14 juli 1988      |
| Olympisch record | 3.32,07 | Noah Ngeny         | KEN | Sydney | 29 september 2000 |

## Uitslagen
De volgende afkortingen worden gebruikt:
- Q Gekwalificeerd op basis van finishpositie
- q Gekwalificeerd op basis van finishtijd
- DNS Niet gestart
- DNF Niet aangekomen
- DSQ Gediskwalificeerd
- PB Persoonlijke besttijd
- SB Beste seizoensprestatie
- NR Nationaal record
- CR Continentaal record

### Series
| Ronde | Baan | Naam                    | Nationaliteit | PB      | SB      | Tijd    | Opmerking |
| ----- | ---- | ----------------------- | ------------- | ------- | ------- | ------- | --------- |
| 1     | 1    | Tarek Boukensa          | ALG           | 3.30,92 | 3.31,98 | 3.36,11 | Q         |
| 1     | 2    | Nicholas Willis         | NZL           | 3.32,17 | 3.33,51 | 3.36,01 | Q         |
| 1     | 3    | Javier Carriqueo        | ARG           | 3.38,62 | 3.39,36 | 3.39,36 |           |
| 1     | 4    | Leonel Manzano          | USA           | 3.35,29 | 3.36,67 | 3.36,67 | q         |
| 1     | 5    | Taylor Milne            | CAN           | 3.36,00 | 3.36,00 | 3.41,56 |           |
| 1     | 6    | Juan Luis Barrios       | MEX           | 3.37,71 | 3.37,87 | -       | DNS       |
| 1     | 7    | Mehdi Baala             | FRA           | 3.28,98 | 3.32,00 | 3.35,87 | Q         |
| 1     | 8    | Youssef Baba            | MAR           | 3.32,13 | 3.33,85 | 3.42,13 |           |
| 1     | 9    | Daham Naim Bashir       | QAT           | 3.31,04 | 3.34,77 | 3.36,05 | Q         |
| 1     | 10   | Vyacheslav Shabunin     | RUS           | 3.32,28 | 3.37,99 | 3.42,53 |           |
| 1     | 11   | Deresse Mekonnen        | ETH           | 3.33,71 | 3.33,71 | 3.36,22 | Q         |
| 1     | 12   | Reyes Estevez           | ESP           | 3.30,57 | 3.34,98 | 3.39,62 |           |
| 2     | 1    | Nathan Brannen          | CAN           | 3.34,65 | 3.34,65 | 3.41,45 | Q         |
| 2     | 2    | Juan Carlos Higuero     | ESP           | 3.31,57 | 3.32,57 | 3.41,70 | Q         |
| 2     | 3    | Asbel Kiprop            | KEN           | 3.31,64 | 3.31,64 | 3.41,28 | Q         |
| 2     | 4    | Mitchell Kealey         | AUS           | 3.36,21 | 3.36,21 | 3.46,31 |           |
| 2     | 5    | Bernard Lagat           | USA           | 3.26,34 | 3.35,14 | 3.41,98 | Q         |
| 2     | 6    | Hais Welday             | ERI           | 3.37,25 | 3.37,25 | 3.45,06 |           |
| 2     | 7    | Ivan Heshko             | UKR           | 3.30,33 | 3.43,95 | -       | DNS       |
| 2     | 8    | Alistair Cragg          | IRL           | 3.36,18 | 3.39,12 | 3.44,90 |           |
| 2     | 9    | Mohammed Othman Shaween | KSA           | 3.33,90 | 3.33,90 | 3.45,82 |           |
| 2     | 10   | Isiah Msibi             | SWZ           | 3.51,35 | 3.51,35 | 3.51,35 |           |
| 2     | 11   | Tom Lancashire          | GBR           | 3.35,33 | 3.35,33 | 3.43,40 |           |
| 2     | 12   | Goran Nava              | SRB           | 3.38,35 | 3.38,35 | 3.42,92 |           |
| 2     | 13   | Antar Zerguelaine       | ALG           | 3.31,95 | 3.33,32 | 3.42,30 | Q         |
| 3     | 1    | David Freeman           | PUR           | 3.38,90 | 3.39,70 | 3.39,70 |           |
| 3     | 2    | Hudson de Souza         | BRA           | 3.33,25 | 3.36,89 | 3.37,06 |           |
| 3     | 3    | Byron Piedra            | ECU           | 3.37,88 | 3.45,17 | 3.45,57 |           |
| 3     | 4    | Demma Daba              | ETH           | 3.35,27 | 3.35,27 | 3.37,78 |           |
| 3     | 5    | Arturo Casado           | ESP           | 3.33,14 | 3.33,14 | 3.36,42 | Q         |
| 3     | 6    | Lopez Lomong            | USA           | 3.36,36 | 3.36,36 | 3.36,70 | Q         |
| 3     | 7    | Abdalaati Iguider       | MAR           | 3.31,88 | 3.31,88 | 3.36,48 | Q         |
| 3     | 8    | Andy Baddeley           | GBR           | 3.34,36 | 3.34,36 | 3.36,47 | Q         |
| 3     | 9    | Juan van Deventer       | RSA           | 3.34,46 | 3.34,46 | 3.36,32 | Q         |
| 3     | 10   | Nicholas Kemboi         | KEN           | 3.33,72 | 3.35,25 | 3.41,56 |           |
| 3     | 11   | Tiidrek Nurme           | EST           | 3.38,59 | 3.38,59 | 3.38,59 |           |
| 3     | 12   | Belal Mansoor Ali       | BRN           | 3.31,49 | 3.33,12 | 3.36,84 | q         |
| 3     | 13   | Abdalla Abdelgadir      | SUD           | 3.38,93 | 3.38,93 | 3.47,65 |           |
| 4     | 1    | Mulugeta Wendimu        | ETH           | 3.31,13 | 3.34,67 | 3.36,67 | q         |
| 4     | 2    | Kamal Thamer Ali        | QAT           | 3.35,56 | 3.35,56 | 3.41,08 |           |
| 4     | 3    | Rashid Ramzi            | BRN           | 3.29,14 | 3.32,89 | 3.32,89 | Q         |
| 4     | 4    | Mohamed Moustaoui       | MAR           | 3.32,06 | 3.32,06 | 3.34,80 | Q         |
| 4     | 5    | Kevin Sullivan          | CAN           | 3.31,71 | 3.35,78 | 3.36,05 | Q         |
| 4     | 6    | Christian Obrist        | ITA           | 3.35,32 | 3.35,91 | 3.35,91 | Q         |
| 4     | 7    | Carsten Schlangen       | GER           | 3.34,99 | 3.34,99 | 3.36,34 | q         |
| 4     | 8    | Chauncy Master          | MAW           | 3.42,73 | 3.42,73 | 3.44,96 |           |
| 4     | 9    | Augustine Choge         | KEN           | 3.31,57 | 3.31,57 | 3.35,47 | Q         |
| 4     | 10   | Mahamoud Farah          | DJI           | 3.39,29 | 3.39,29 | 3.43,62 |           |
| 4     | 11   | Kamel Boulahfane        | ALG           | 3.32,44 | 3.33,33 | 3.45,59 |           |
| 4     | 12   | Jeffrey Riseley         | AUS           | 3.36,03 | 3.36,03 | 3.53,95 |           |

### Halve finales
Halve finale 1 - 17 augustus 2008 - 21:55
| Rang | Atleet              | Land | Tijd    | Extra |
| ---- | ------------------- | ---- | ------- | ----- |
| 1    | Asbel Kiprop        | KEN  | 3.37,04 | Q     |
| 2    | Abdalaati Iguider   | MAR  | 3.37,21 | Q     |
| 3    | Juan Carlos Higuero | ESP  | 3.37,31 | Q     |
| 4    | Christian Obrist    | ITA  | 3.37,47 | Q     |
| 5    | Belal Mansoor Ali   | BRN  | 3.37,60 | Q     |
| 6    | Juan van Deventer   | RSA  | 3.37,75 | q     |
| 7    | Daham Najim Bashir  | QAT  | 3.37,77 | q     |
| 8    | Carsten Schlangen   | GER  | 3.37,94 |       |
| 9    | Nathan Brannen      | CAN  | 3.39,10 |       |
| 10   | Mulugeta Wendimu    | ETH  | 3.40,16 |       |
| 11   | Antar Zerguelaine   | ALG  | 3.40,64 |       |
| 12   | Lopez Lomong        | USA  | 3.41,00 |       |

Halve finale 2 - 17 augustus 2008 - 22:04
| Rang | Atleet            | Land | Tijd    | Extra |
| ---- | ----------------- | ---- | ------- | ----- |
| 1    | Rashid Ramzi      | BRN  | 3.37,11 | Q     |
| 2    | Mehdi Baala       | FRA  | 3.37,47 | Q     |
| 3    | Andrew Baddeley   | GBR  | 3.37,47 | Q     |
| 4    | Augustine Choge   | KEN  | 3.37,54 | Q     |
| 5    | Nicholas Willis   | NZL  | 3.37,54 | Q     |
| 6    | Bernard Lagat     | USA  | 3.37,79 |       |
| 7    | Deresse Mekonnen  | ETH  | 3.37,85 |       |
| 8    | Tarek Boukensa    | ALG  | 3.39,73 |       |
| 9    | Kevin Sullivan    | CAN  | 3.40,30 |       |
| 10   | Mohamed Moustaoui | MAR  | 3.40,90 |       |
| 11   | Arturo Casado     | ESP  | 3.41,57 |       |
| 12   | Leonel Manzano    | USA  | 3.50,33 |       |

### Finale
19 augustus 2008 - 22:50
| Rang   | Atleet              | Land | Tijd    | Extra |
| ------ | ------------------- | ---- | ------- | ----- |
| Goud   | Asbel Kiprop        | KEN  | 3.33,11 |       |
| Zilver | Nicholas Willis     | NZL  | 3.34,16 |       |
| Brons  | Mehdi Baala         | FRA  | 3.34,21 |       |
| 4      | Juan Carlos Higuero | ESP  | 3.34,44 |       |
| 5      | Abdalaati Iguider   | MAR  | 3.34,66 |       |
| 6      | Juan van Deventer   | RSA  | 3.34,77 |       |
| 7      | Belal Mansoor Ali   | BRN  | 3.35,23 |       |
| 8      | Andrew Baddeley     | GBR  | 3.35,37 |       |
| 9      | Augustine Choge     | KEN  | 3.35,50 |       |
| 10     | Daham Najim Bashir  | QAT  | 3.37,68 |       |
| 11     | Christian Obrist    | ITA  | 3.39,87 |       |
| –      | Rashid Ramzi        | BRN  | 3.32,94 | DSQ   |